# 俄羅斯刑法典
俄罗斯聯邦刑法典（俄语：  Уголовный кодекс Российской Федерации, frequently abbreviated УК РФ) 是俄羅斯法律中關於刑法方面的法典。俄罗斯聯邦刑法典于1996年5月24日獲得通過，1997年1月1日正式生效。新法典取代了1960年起施行的蘇俄刑法典。
此後俄羅斯刑法典不斷修改，1998年5月27日就已進行第一次修改。2022年3月，俄羅斯刑法典中加入了俄罗斯假新闻法，並規定若俄羅斯公民用「入侵」形容特別軍事行動（2022年俄羅斯入侵烏克蘭），那麼他將觸犯刑法。

## 俄罗斯联邦刑法的结构
俄罗斯刑法典（Уголовный кодекс Российской Федерации）的结构严谨，分为“总则”（Общая часть）和“特别部分”（Особенная часть）两大块，这种分类方式是大陆法系刑法典的典型特征。
一、 总则（Общая часть, 第1-104.5条）
总则部分主要规定了刑法的基本原则、适用范围、犯罪的构成、刑事责任的主体、刑罚的种类与适用、以及刑事责任和刑罚的免除等一般性、抽象性的规定。它是特别部分的指导原则和理论基础。
- 第一节 刑法（Раздел I. Уголовный закон, 第1-13条）
  - 第1章：《俄罗斯联邦刑法典》的目标和原则（Глава 1. Задачи и принципы Уголовного кодекса Российской Федерации, 第1-8条）：这是刑法的灵魂所在，明确了刑法典存在的意义（如保护公民权利、公共秩序、国家安全等）以及其必须遵循的基本原则（如罪刑法定原则、罪责自负原则、法律面前人人平等原则等）。
  - 第2章：刑法在时间和空间上的效力（Глава 2. Действие уголовного закона во времени и в пространстве, 第9-13条）：规定了刑法溯及力、属人管辖、属地管辖、保护管辖和普遍管辖等国际刑法和刑法适用中的重要原则，界定了俄罗斯刑法对何时何地发生的何种行为具有管辖权。
- 第二节 犯罪（Раздел II. Преступление, 第14-42条）
  - 第3章：犯罪概念和犯罪类型（Глава 3. Понятие преступления и виды преступлений, 第14-18条）：对什么是犯罪进行了定义，并根据危害程度等标准对犯罪进行了分类（如轻罪、中度罪、重罪、特别重罪等），这是理解刑法条文的基础。
  - 第4章.应负刑事责任的人（Глава 4. Лица, подлежащие уголовной ответственности, 第19-23条）：规定了刑事责任年龄、精神状态对刑事责任的影响（如精神错乱不负刑事责任），以及酒后犯罪的责任等。
  - 第5章.罪责（Глава 5. Вина, 第24-28条）：详细阐述了犯罪主观方面的重要概念——罪责，包括故意和过失两种基本形式，以及无罪过事件等。
  - 第六章.未完成的犯罪（Глава 6. Неоконченное преступление, 第29-31条）：规定了预备犯、未遂犯等形态，及其相应的刑事责任原则。
  - 第7章.共谋犯罪（Глава 7. Соучастие в преступлении, 第32-36条）：明确了共同犯罪、主犯、从犯、教唆犯、帮助犯等概念，以及对共同犯罪的处罚原则。
  - 第8章：解除行为犯罪性的情况（Глава 8. Обстоятельства, исключающие преступность деяния, 第37-42条）：这是刑法中的重要免责条款，包括正当防卫、紧急避险、强制、执行命令或指令、合理风险、履行职责等情形，这些情况下即使行为造成了损害，也不会被认为是犯罪。
- 第三节 处罚（Раздел III. Наказание, 第43-74条）
  - 第9章.惩罚的概念和目的。惩罚的种类（Глава 9. Понятие и цели наказания. Виды наказаний, 第43-59条）：定义了刑罚的本质、惩罚的最终目标（如恢复社会正义、改造罪犯、预防再犯等），并列举了俄罗斯刑法典中各种刑罚类型（如罚金、强制劳动、剥夺自由等）。
  - 第10章.处罚的实施（Глава 10. Назначение наказания, 第60-74条）：规定了法院在对罪犯量刑时应遵循的原则，如考虑罪行的性质、严重程度、罪犯的人格、减轻或加重处罚的情节等，以及刑罚的数罪并罚、缓刑等具体规定。
- 第四节 免于刑事责任和处罚（Раздел IV. Освобождение от уголовной ответственности и от наказания, 第75-86条）
  - 第11章.刑事责任的免除（Глава 11. Освобождение от уголовной ответственности, 第75-78.1条）：规定了在特定条件下，即使行为构成犯罪，行为人也可以免除刑事责任的情况，如因时效、积极悔过、与受害人达成和解等。
  - 第十二章.免除处罚（Глава 12. Освобождение от наказания, 第79-83条）：规定了已定罪的罪犯在特定条件下可以免除刑罚的执行，如缓期执行、假释、因病免除等。
  - 第13章。大赦。赦免。犯罪记录（Глава 13. Амнистия. Помилование. Судимость, 第84-86条）：解释了大赦（由国家杜马决定，对特定犯罪或人群普遍适用）、赦免（由总统决定，针对特定个人）的概念和效力，以及犯罪记录（即前科）的法律后果和消除。
- 第五节 未成年人的刑事责任（Раздел V. Уголовная ответственность несовершеннолетних, 第87-96条）
  - 第14章.未成年人刑事责任和处罚的特殊性（Глава 14. Особенности уголовной ответственности и наказания несовершеннолетних, 第87-96条）：专门规定了针对未成年犯的特殊刑事政策，体现了“教育为主、惩罚为辅”的原则，包括较低的刑事责任年龄、特殊的刑罚种类、更宽松的减免刑罚条件等。
- 第六节 其他刑事法律措施（Раздел VI. Иные меры уголовно-правового характера, 第97-104.5条）
  - 第15章.医疗性质的强制措施（Глава 15. Принудительные меры медицинского характера, 第97-104条）：规定了对精神病患者或其他需要强制医疗的犯罪行为人采取的非刑罚性强制措施，其目的是治疗而非惩罚。
  - 第15.1章. 没收财产（Глава 15.1. Конфискация имущества, 第104.1-104.3条）：规定了作为一种刑事法律措施的财产没收，通常针对犯罪所得或用于犯罪的工具。
  - 第15.2章：法院罚款（Глава 15.2. Судебный штраф, 第104.4-104.5条）：这是一种较新的非刑罚性措施，允许法院在特定条件下对犯有轻微或中度罪行的被告处以罚款，以代替刑事责任或刑罚，旨在实现司法效率和人道主义。

二、 特别部分（Особенная часть, 第105-361条）
特别部分是对具体犯罪行为及其相应刑罚的详细规定。它根据所侵犯的客体（法益）将各类犯罪进行分类，体现了刑法保护的社会关系和价值。
- 第七节 侵犯人身罪（Раздел VII. Преступления против личности, 第105-157条）：
  - 这是刑法最核心的保护对象之一。包括危害生命和健康罪（如谋杀、故意伤害、过失致人死亡等），侵犯人身自由、荣誉和尊严罪（如非法拘禁、诽谤等），侵犯性不可侵犯性和个人性自由罪（如强奸、猥亵等），侵犯宪法赋予人和公民的权利与自由的罪行（如侵犯选举权、隐私权等），以及针对家庭和未成年人的犯罪（如遗弃、不履行抚养义务等）。
- 第八节 经济领域的犯罪（Раздел VIII. Преступления в сфере экономики, 第158-204.2条）：
  - 涵盖了与经济活动和财产相关的犯罪。包括侵犯财产罪（如盗窃、抢劫、诈骗、侵占、敲诈勒索等），经济活动领域的犯罪（如走私、非法经营、洗钱、伪造货币、逃税、商业贿赂等），以及侵犯商业和其他组织服务利益罪（如商业贿赂、滥用职权等）。
- 第九节 危害公共安全和公共秩序罪（Раздел IX. Преступления против общественной безопасности и общественного порядка, 第205-274.2条）：
  - 保护社会整体的和谐与安全。包括危害公共安全罪（如恐怖主义、劫持人质、非法持有武器、制造爆炸物等），危害公共卫生和公共道德罪（如贩毒、非法堕胎、传播淫秽物品等），环境犯罪（如污染环境、非法捕捞、破坏森林等），危害交通安全和运输经营罪（如交通肇事、非法拦截交通工具等），以及计算机信息领域的犯罪（如非法入侵计算机系统、传播恶意软件等）。
- 第十节 危害国家政权罪（Раздел X. Преступления против государственной власти, 第275-330.3条）：
  - 旨在维护国家政权的稳定性和正常运行。包括危害宪法秩序基础和国家安全罪（如叛国罪、间谍罪、武装叛乱、颠覆国家政权罪等），危害国家权力、国家公务人员利益和地方自治机构公务人员利益罪（如滥用职权、受贿、行贿等），妨害司法罪（如妨碍司法、伪证、诬告陷害等），以及违反行政管理秩序罪（如妨碍执行公务、非法越境、非法集会等）。
- 第十一节 服兵役罪（Раздел XI. Преступления против военной службы, 第331-352.1条）：
  - 专门针对军人在服役期间违反军事纪律和职责的犯罪行为，如擅离职守、抗命、滥用职权等。体现了军队的特殊性及其对纪律的严格要求。
- 第十二节 危害人类和平及安全罪（Раздел XII. Преступления против мира и безопасности человечества, 第353-361条）：
  - 这一部分体现了俄罗斯作为国际社会一员，对国际法和人道主义原则的尊重。包括侵略战争、雇佣兵行为、种族灭绝、使用大规模杀伤性武器、违反战争法规和惯例等，反映了国际刑法的要求。